# アリキック
アリキックは、アントニオ猪木が異種格闘技によるアントニオ猪木対モハメド・アリの打開策としてモハメド・アリに打撃を加えるのに使った蹴り技。立っている相手にスライディングから足を狙った低空式延髄斬りのようなローキックである。キック後はマットの上に仰向けに寝転んでローキックもしくはマットに両手を着けて座った状態のまま前蹴りを繰り出す。対戦相手の名前が技の名称として用いられている非常に珍しいケースのプロレス技である。

## 概要
1976年6月26日、日本武道館で行われたアントニオ猪木対モハメド・アリによる「格闘技世界一決定戦」で誕生した技である。
この試合のルールで取り決められていたものの1つにスタンド状態での蹴りを禁止するというものがあった。このため、ルールに抵触しないよう猪木は試合開始のゴングと共にアリの足元へスライディングをした。これがアリキック誕生の瞬間である。
3分15ラウンドの試合で、猪木はスライディングからのローキックを放ったあとはアリの方に足を向け、仰向けの状態からキックを放つ戦法を主体とした。4Rはスライディングからのローキックでアリをコーナーに追い込んでからの前蹴り連打で2度ロープブレイクを取らせた。5Rはローキックでアリに膝をつかせ初めてダウンを奪った。7Rはスライディングからのローキックでアリに尻餅をつかせる形でダウンを奪った。猪木はこの試合で64発のキックを命中させた。
この試合の猪木の目的とは異なるが、総合格闘技では両者がこの状態になり見合うケースがあり、これを猪木アリ状態と言う。ただしこの状態が類似しているだけであり、正式な呼称があるわけではない。